# 海米斯米利亞納區
36°16′N 2°13′E / 36.267°N 2.217°E
海米斯米利亞納區（阿拉伯语：‎），是阿爾及利亞的行政區，位於該國北部，由艾因迪夫拉省負責管轄，首府設於海米斯米利亞納，面積97平方公里，2008年人口105,544，人口密度每平方公里1,088人。